# الحرب الباكستانية الهندية 1965
الحرب الباكستانية-الهندية 1965 أو حرب كشمير الثانية هي حرب كانت تتويجا لمناوشات حدثت بين بين باكستان والهند واستمر النزاع المسلح من أغسطس إلى سبتمبر 1965. بدأ الصراع عندما شنت باكستان عملية جبل طارق (بالإنجليزية: Operation Gibraltar)، التي كانت عبارة عن تسلل لقوات إلى جامو وكشمير للتحريض على تمرد ضد الحكم الهندي. ردت الهند بإطلاقها هجوما عسكريا شاملا على باكستان الغربية. سببت خمسون يوما من الحرب آلاف الخسائر لكلا الجانبين ووقوع أكبر اشتباك باستخدام السيارات العسكرية وأكبر معركة دبابات منذ الحرب العالمية الثانية. انتهى القتال بين البلدين بعد إعلان وقف لإطلاق النار تحت رعاية الأمم المتحدة كان نتيجة لتدخل ديبلوماسي من قبل الاتحاد السوفيتي والولايات المتحدة، وإصدار لإعلان طشقند. جرت كثير من أحداث القتال في هذه الحرب في الأراضي التي يسيطر عليها البلدين في كشمير حيث تحاربت قواتهم وعلى طول الحدود بين الهند وباكستان. تضمنت هذه الحرب أكبر تجميع للقوات في كشمير منذ تقسيم الهند البريطانية في 1947، ولم يتم تحطيم رقم تلك القوات المجمعة أبدا حتى وقع التصعيد العسكري 2001–2002 بين الهند وباكستان. كانت تقاتل في معظم المعارك وحدات المشاة والمدرعة المتعارضة فيما بينها، مع دعم مهم من القوات الجوية، والعمليات البحرية. كشفت الحرب المشاكل الباكستانية في تدريب القوات المسلحة، مثل الاختيارات المظللة للضباط، القيادة الضعيفة والاستعدادات غير الكافية، معلومات الاستخبارات الخاطئة وإجراءاتها غير الصحيحة. على الرغم من هذه العيوب، تم قيادة الجيش الباكستاني لقتال الجيش الهندي الكبير. تؤكد معضم تفاصيل هذه الحرب أنها غير واضحة المعالم مثل الحروب الباكستانية الهندية الأخرى.
على الرغم أن إنهاء وقف إطلاق النار لهذا الصراع العسكري غير الحاسم، زعمت كل من الهند وباكستان أنها انتصرت. توافق معظم التقييمات المحادية، ومع ذلك، على أن الهند هي المنتصرة على باكستان بعد إعلانها وقف إطلاق النار. رغم أنه يعتبر غير محسوم رسميا من الناحية العسكرية، أدى الصراع إلى خسارة إستراتيجية وسياسية لباكستان، لكن هناك نتائج أخرى هي عدم نجاح أي طرف في إثارة تمرد في كشمير وعدم قدرة أحد البلدين على نيل دعم قوي على المستوى الدولي.
دوليا، ينظر إلى هذه الحرب على أنها جزء من الحرب الباردة الكبرى، وأدت إلى تغيرات جيوسياسية خطيرة في شبه القارة. قبل الحرب، كانت الولايات المتحدة والمملكة المتحدة أهم حليفين رئيسيين لكل من الهند وباكستان، حيث كانا الموردان الأساسيان للمعدات والأدوات العسكرية. خلال وبعد الصراع، شعرت كل من الهند وباكستان بالخيانة بسبب نقص الدعم الملحوظ القادم من القوى الغربية للمواقف الخاصة بكل واحدة منهن؛ زادت مشاعر الخيانة لديهم مع تطبيق حيلة الحظر الأمريكي والبريطاني على المساعدات العسكرية للأطراف المتحاربة. نتيجة لذلك، طورت الهند وباكستان بشكل كبير علاقاتهما الثنائية مع الاتحاد السوفيتي والصين على التوالي. استمر الموقف السلبي المتصور من القوى الغربية خلال الصراع، وخلال حرب 1971، في الظهور في العلاقات بين الغرب وشبه القارة. على الرغم من تحسن العلاقات مع الولايات المتحدة والمملكة المتحدة منذ نهاية الحرب الباردة، أحدث الصراع حالة عدم ثقة كبيرة بين كلا البلدين داخل شبه القارة مستمرة إلى يومنا هذا.

## التصعيد في ما قبل الحرب

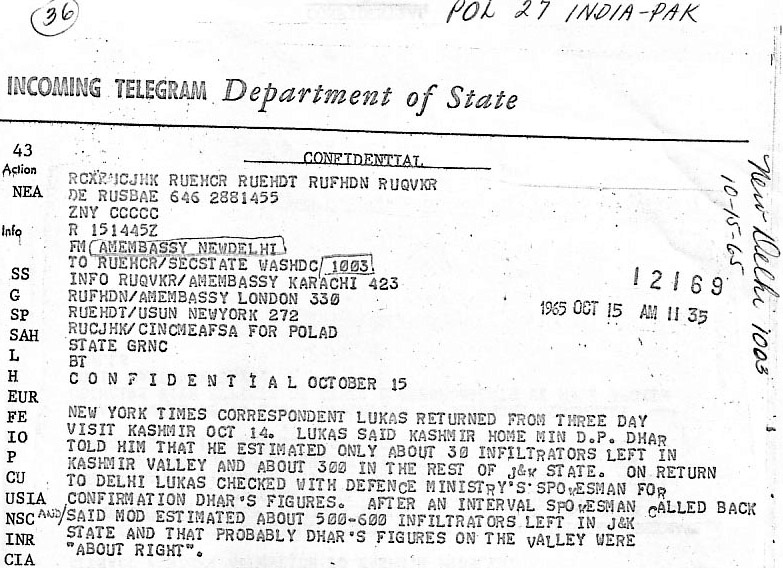
رسالة لوزارة الخارجية الأمريكية رفع عنها السرية تأكد وجود مئات "المتسللين" في الجزء الذي تديره الهند من منطقة كشمير المتنازع عليها. تعتبر كتابة هذه الرسالة من الأحداث التي أدت إلى حرب 1965.

منذ تقسيم الهند البريطانية في 1947، ظلت باكستان والهند في خلاف حول عدة قضايا. رغم أن نزاع كشمير هي أكبر قضية عالقة بين الهند وباكستان والتي تدعي فيها كلتا الدولتين أحقيتها بمنطقة كشمير، فإنه توجد نزاعات حدودية أخرى بينهما تندرج ضمن سلسلة النزاعات الحدودية بين البلدين، خصوصا التي يتنازع فيها البلدين حول ران كوتش، وهي منطقة قاحلة تقع في ولاية غوجارات الهندية. نشأت القضية لأول مرة في سنة 1956 والتي استعادت الهند في أواخرها السيطرة على المنطقة المتنازع عليها. بدأت الدوريات الباكستانية بالتجول في المنطقة التي تسيطر عليها الهند في يناير 1965، وتبعت هذه الدوريات هجمات قامت بها كل دولة على المواقع التي تسيطر عليها الأخرى في 8 أبريل 1965. شارك حرس الحدود في البداية من كلا البلدين، لكن شهدت المنطقة المتنازع عليها بعد ذلك سريعا مناوشات متقطعة بين القوات المسلحة للدولتين. في يونيو 1965، نجح رئيس الوزراء البريطاني هارولد ويلسون في إقناع كلتا الدولتين بإنهاء الأعمال العدائية وإنشاء محكمة تقوم بإيجاد حل للنزاع. صدر قرار المحكمة لاحقا في 1968، والذي أعطى باكستان 350 ميل مربع (910 كيلومتر مربع) من منطقة ران كوتش، في قرار مخالف لادعاءها الأصلي الذي يؤكد أحقيتها في 3,500 ميل مربع (9,100 كيلومتر مربع).
بعد نجاحها في ران كوتش، اعتقدت باكستان في ذلك الوقت والتي كانت فيه تحت قيادة الجنرال أيوب خان، أن الجيش الهندي يمكن أن يكون غير قادر عن الدفاع عن نفسه ضد حملة عسكرية سريعة في منطقة كشمير المتنازع عليها بسبب معاناة القوات المسلحة الهندية من الهزيمة أمام الصين في 1962 في الحرب الصينية–الهندية. اعتقدت باكستان أن سكان كشمير ساخطين على العموم على الحكم الهندي وأنه يمكنها أن تشعل حركة مقاومة بواسطة بعض المخربين المتسللين. حاولت باكستان إشعال حركة مقاومة بواسطة تسلل خفي، أطلق عليه اسم عملية جبل طارق. اكتشف المتسللون الباكستانيون سريعا، ومع ذلك، ذكر هؤلاء أنهم عبارة عن كشميريين محليين، وانتهت العملية دون جدوى.

## الحرب

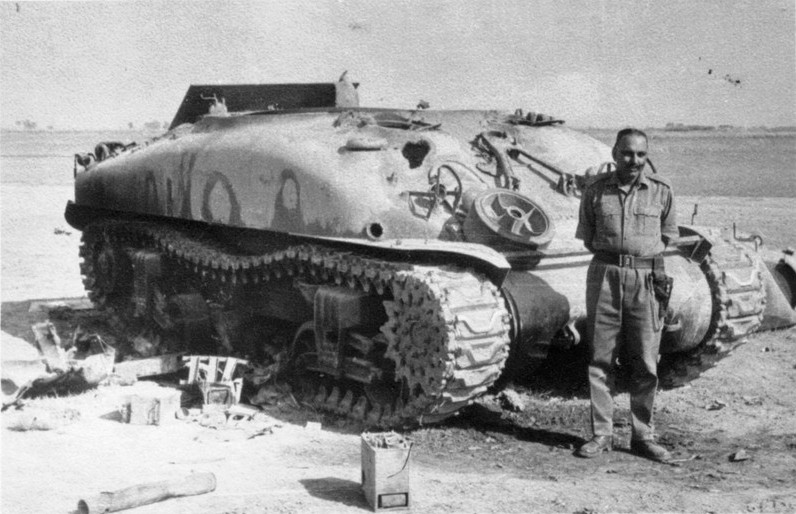
هيكل دبابة من نوع M4A1 شيرمان التي دمرت في الحرب الهندية الباكستانية.

في 5 أغسطس 1965، تخطى ما بين 26,000 و 33,000 جنديًا باكستانيًا خط السيطرة مرتدين ملابس سكان كشمير المحليين واتجهوا نحو العديد من المناطق في كشمير. تخطت القوات الهندية، التي تلقت بلاغًا من السكان المحليين، خط وقف إطلاق النار في 15 أغسطس.
في البداية، حقق الجيش الهندي نجاحًا معتبرًا، إذ احتل ثلاثة مواقع جبلية ذات أهمية بعد قصف مدفعي ممتد. بنهاية أغسطس، حقق كلا الطرفان تقدمًا نسبيًا؛ حققت باكستان تقدمًا في مناطق مثل تيثوال وأوري وبونش واحتلت الهند هاجي بير باس، والتي تقع داخل الجزء الذي تحكمه باكستان من إقليم كشمير بمسافة 8 كيلومترًا.
في 1 سبتمبر 1965، شنت باكستان هجومًا مضادًا، أُطلق عليه العملية غراند سلام، وكان هدفه احتلال قرية أخنور ذات الأهمية الكبيرة والتي تقع في جامو، ما قد يؤدي إلى قطع الاتصالات وطرق الإمدادات عن القوات الهندية. اعتقد أيوب خان أن «المعنويات الهندية لن تصمد أمام أكثر من ضربتين عنيفتين في الوقت والمكان المناسبين» ولكن بحلول هذا الوقت، فشلت العملية غيبرالتار واحتلت الهند هاجي بير باس. في الساعة 3:30، في يوم 1 سبتمبر 1965، وقعت منطقة تشامب بأكملها تحت وطأة القصف المدفعي واسع النطاق. أطلقت باكستان عملية غراند سلام واحتلت مقر قيادة الجيش الهندي في غفلة. عن طريق الهجوم بنسبة قوات كاسحة ودبابات متفوقة تقنيًا، حققت باكستان مكاسب أمام القوات الهندية، والتي فوجئت وهي غير مستعدة وتكبدت خسائر فادحة. ردت الهند باستدعاء قواتها الجوية لكبح الهجوم الباكستاني. في اليوم التالي، انتقمت باكستان، هاجمت قواتها الجوية القوات الهندية والقواعد الجوية في كل من كشمير وبنجاب. قررت الهند توسيع مسرح الهجوم إلى بنجاب الباكستانية لتجبر الجيش الباكستاني على نقل القوات المشاركة في العملية للدفاع عن بنجاب. فشلت العملية غراند سلام، إذ لم يتمكن الجيش الباكستاني من احتلال أنخور؛ وأصبحت واحدة من نقاط التحول في الحرب عندما قررت الهند تخفيف الضغط على قواتها في كشمير عن طريق التوسع في مهاجمة باكستان جنوبًا. في الوادي، كانت كارغيل منطقة أخرى تتمتع بأهمية إستراتيجية. كانت قرية كارغيل في قبضة الهند ولكن باكستان احتلت الأراضي المرتفعة التي تطل على كارغيل وعلى طريق سريناغار-ليه. ولكن بعد إطلاق الجيش الهندي لعملية ضخمة لمكافحة التسلل، أُجبر المتسللون الباكستانيون على الخروج من تلك المنطقة في شهر أغسطس.
عبرت الهند الحدود الدولية على الجبهة الشرقية في 6 سبتمبر. في 6 سبتمبر، واجهت الفرقة الخامسة عشر مشاة من الجيش الهندي، بقيادة اللواء المشارك في الحرب العالمية الثانية نيرانجان براساد، هجومًا مضادًا ضخمًا من القوات الباكستانية بالقرب من الضفة الغربية لقناة إتشوغيل (قناة بي آر بي)، والتي اعتُبرت الحدود الفعلية بين الهند وباكستان. نُصب كمين لحاشية اللواء وأُجبر على الهرب في سيارته. في محاولة ثانية، نجحت هذه المرة، لعبور قناة إتشوغيل من خلال الجسر في قرية باركي التي تقع إلى الشرق مباشرة من لاهور. وضعت تلك التطورات الجيش الهندي في نطاق مطار لاهور الدولي. ونتيجة لذلك، طالبت الولايات المتحدة بوقف مؤقت لإطلاق النار لإخلاء مواطنيها في لاهور. ولكن، انتزع الهجوم الباكستاني المضاد خيم كاران من قبضة القوات الهندية التي حاولت تشتيت أنظار الباكستانيين عن خيم كاران عن طريق مهاجمة بيديان والقرى المجاورة.
تكون الهجوم المندفع باتجاه لاهور من الفرقة الأولى مشاة مدعومة بثلاث كتائب للدبابات تابعة للواء الثاني المدرع؛ تقدموا بسرعة عبر الحدود ليصلوا إلى قناة إيشوغيل بحلول السادس من سبتمبر. سيطر الجيش الباكستاني على الجسور المارة عبر القناة أو فجر تلك التي لم يتمكن من السيطرة عليها، ما أظهر فاعلية في تأخير أي تقدم إضافي من الهنود في لاهور. عبرت أيضًا أحد وحدات فوج جات الهندي، 3 جات، قناة إيشوغيل واحتلت قرية باتابوري (جالو مور بالنسبة لباكستان) على الضفة الغربية من القناة. في نفس اليوم، أُجبرت الفرقة الخامسة عشر الهندية على التراجع إلى نقطة بدايتها بسبب هجوم مضاد تكون من فرقة مدرعة وفرقة مشاة مدعومتين بطائرة سابر التابعة للقوات الجوية الباكستانية. على الرغم من تكبد 3 جات لخسائر ضئيلة، نالت عربات الذخيرة والمخزونات النصيب الأكبر من الخسائر، لم تتلقى القيادة العليا معلومات بشأن احتلال 3 جات لباتابوري، وأدت المعلومات المضللة بالقيادة إلى الانسحاب من باتابوري ودوغراي إلى غوسال-ديال. تسبب ذلك التحرك في إحباط شديد للمقدم ديسموند هايد، قائد 3 جات. احتُلت دوغراي مرة أخرى بواسطة 3 جات في 21 سبتمبر، للمرة الثانية بعد معركة أشد شراسة بسبب وصول التعزيزات الباكستانية.
في 8 سبتمبر 1965، أُرسلت جماعة تتكون من 5 أفراد من مشاة ماراثا الخفيفة لدعم مركز شرطة راجستان المسلحة (RAC) في موناباو - وهي قرية ذات أهمية إستراتيجية تقع على بعد 250 كيلومترًا تقريبًا من جودبور. كانت أوامرهم بسيطة؛ البقاء في المركز ومنع كتائب المشاة الباكستانية من اجتياح المركز بشتى الوسائل الممكنة. ولكن في تل ماراثا (في موناباو) -إذ أن المركز قد عُمد الآن- تمكنت الجماعة الهندية بالكاد من تعطيل الهجوم الشرس لمدة 24 ساعة. لم تتمكن الجماعة التي تلقت الأوامر بدعم مركز شرطة راجستان المسلحة في موناباو والمكونة من 3 حراس مع 954 بطارية هاون ثقيلة من الوصول إلى هناك. قصفت القوات الجوية الباكستانية المنطقة بأكملها، وضربت قطار السكك الحديدية القادم من بارمر بالتعزيزات بالقرب من محطة طريق غادرا. في 10 سبتمبر، سقطت موناباو في قبضة الباكستانيين، ولم تنجح المجهودات الهندية في احتلال النقطة الاستراتيجية.
خلال الأيام التي تلت 9 سبتمبر، هُزمت التشكيلات الطليعية للدولتين في معارك غير متكافئة. شنت الفرقة الأولى الهندية المدرعة الملقبة بـ «فخر الجيش الهندي» هجومًا باتجاه سيالكوت. قسمت الفرقة نفسها إلى شعبتين، وأُجبرت على التراجع بواسطة الفرقة السادسة الباكستانية المدرعة في تشاويندا، وأُجبرت على الانسحاب بعد تكبدها لخسائر فادحة تقارب 100 دبابة.
تابع الباكستانيون نجاحهم عن طريق إطلاق العملية ويند أب، والتي أجبرت الهنود على التراجع إلى ما هو أبعد. وبالمثل، نفذ فخر باكستان، الفرقة الأولى المدرعة، هجومًا باتجاه خيم كاران، بنية احتلال أمريستار (وهي مدينة رئيسية في بنجاب بالهند) وكذلك الجسر الواقع على نهر بيس والمؤدي إلى جالاندهار.
لم تنجح الفرقة الأولى الباكستانية المدرعة في تخطي خيم كاران، ولكن بنهاية يوم 10 سبتمبر تفككت بفعل دفاعات الفرقة الرابعة الجبلية في ما يُعرف الآن بمعركة عسل أوتار (الترجمة الحرفية - «الجواب الحقيقي»، أو المعنى المكافئ الأكثر صوابًا في الإنجليزية «الرد المناسب»). عُرفت القرية باسم «باتون ناجار» (قرية باتون)، بسبب العدد الكبير من دبابات باتون الباكستانية أمريكية الصنع. دُمر أو تُرك ما يقارب من 97 دبابة باكستانية، ودُمرت أو أُتلفت 32 دبابة هندية فقط. أُرسل بعد ذلك أقل لواءات الفرقة الأولى الباكستانية المدرعة، وهو اللواء الخامس المدرع، إلى قطاع سيالكوت خلف الفرقة الباكستانية السادسة المدرعة حيث لم يواجهوا أية معارك، إذ أن الفرقة السادسة المدرعة كانت تدحر بالفعل الفرقة الهندية الأولى المدرعة التي كانت تتفوق عليها في القوة.
بدأ القتال في قطاع راجستان في 8 سبتمبر. في البداية اتخذت قوات الصحراء الباكستانية وميلشيا هور (أتباع بير باغارو) وضعًا دفاعيًا، وهو الدور الذي كانوا مناسبين له كما اتضح. كان الهور معتادين على التضاريس وعلى المنطقة المحلية وامتلكوا العديد من المهارات الأساسية للبقاء في الصحراء، ما لم يمتلكه أعداؤهم أو حتى رفاقهم في الجيش الباكستاني. وُظف الهور كمناوشين، إذ تحرشوا بالقوات الهندية، وهي المهمة التي عادة ما أدوها على ظهور الجمال. مع استمرار الهور في المعركة استُخدمت قوات الصحراء أكثر فأكثر في مهاجمة القرى الهندية في راجستان واحتلالها.
تنتهي الحرب بطريق مسدود ، حيث عانت كل من الهند وباكستان من خسائر فادحة. أعلن كلا البلدين النصر وخلقا ادعاءات كاذبة حول خسائر بعضهما البعض ، ولكن وفقا للادعاءات المحايدة ، عانت باكستان من 1500 قتيل عسكري وإصابة 4300 جندي في حين عانت الهند من مقتل 3712 جنديا وإصابة 7638 . وفقدت باكستان والهند حوالي 200 دبابة في الحرب الجوية ، وفقدت باكستان 19 طائرة بينما فقدت الهند 75 طائرة. استولت باكستان على 1600 ميل مربع من الأراضي ولكن 1300 ميل مربع تتكون من الصحراء في الوقت نفسه استولت الهند على 350 ميلا مربعا من الأراضي الزراعية لكن كلا البلدين أعادوا بعضهما البعض الأراضي التي استولت عليها في اتفاقية طشقند عام 1966.